# Rio Dobra (Mureș)
O Rio Dobra é um rio da Romênia, afluente do Mureş, localizado no distrito de Hunedoara.
- Nascente: Montanhas Poiana Ruscă.
- Foz: Rio Mureș.
- País: Romênia.
- Região: Transilvânia.
- Distrito: Hunedoara.
- Afluentes: Iazuri, Ţigana, Bătrâna, Dornetul.